# みさお
みさお（11月23日 - ）は、日本の女性声優。フリー。東京都出身。

## 来歴
劇団俳優座演劇研究所、日本工学院八王子専門学校演劇声優科卒業。
声優の日髙のり子に憧れて演劇の道を志し、2007年に劇団俳優座に入団。研究生を経て準劇団員となった後2012年3月に退団し、日本工学院八王子専門学校演劇声優科に入学。同校卒業後、2013年4月からAIR AGENCYに所属。
2015年12月15日をもってAIR AGENCYを退社。

## 出演作品
※太字はメインキャラクター。

### テレビアニメ
2013年
- プピポー!（若葉ママ[6]）

2014年
- M3〜ソノ黒キ鋼〜（おばさん）

### ゲーム
2013年
- 蒼穹のスカイガレオン（かまいたち、カーリー、アナーヒター）

2014年
- 里見八犬伝 浜路姫之記
- 里見八犬伝 八珠之記（玉梓[7]）
- 蒼穹のスカイガレオン（スカアハ、アマテラス）

2015年
- 里見八犬伝 村雨丸之記（玉梓[8]）
- 蒼穹のスカイガレオン（グレモリー、ゴモリー、タクハタチヂヒメ、クラオカミ、パウチカムイ）

### 吹き替え
- エイリアントルネード
- カエルのリビット めざせ！プリンセスの国（ジョジョ）
- 孔子（幵官氏〈イー・シャン〉）
- ザ・デッド：インディア（看護師）
- ザ・ナショナル・トレジャー
- ゾンビーバー（メアリー〈レイチェル・メルビン〉）

### 舞台
- 劇団俳優座現代劇作家連続公演『春立ちぬ』（富田香奈恵）
- 三越劇場劇場俳優座提携公演『大岡越前』（たえ、おきぬ）
- 劇団裏長屋マンションズ『秘密の話園』（倉沢はるか）
- ぶんげいマスターピース工房シェイクスピアコンペ『メメント・モリ』（アレクサ、ウィリアム、フェアリー）
- 劇団かさぶた初夏公演『夏の夜風』（サワキエリ）

### モデル
- 雑誌WAGONISTモデル
- 雑誌プリウスモデル
- BRIDGESTONEオリジナルパーツカタログモデル

### その他
- NTTコミュニケーションズマネージドプレゼンテーションレポーター
- やまとなでしこオンナ磨きエクササイズDVD